# 첵스
첵스(Chex)는 1937년에 시리얼 회사 랠스턴 퓨리나(The Ralston Purina)에서 출시하고 제너럴 밀스(미국), 농심켈로그(대한민국)에서 제조판매하는 시리얼이다.

## 역사
본래 동물식품회사였던 랠스턴 퓨리나는 20세기 초 시리얼을 제작하기 시작한다. 1937년, 랠스턴 퓨리나는 체크판 모양의 시리얼, 오늘날의 첵스를 출시한다. 1996년, 첵스의 브랜드와 제작권은 제너럴 밀스로 넘어갔다.
한국에서는 1988년 퓨리나코리아가 매일유업과 함께 첵스 시리얼을 시장에 출시했다. 이후 퓨리나가 한국에서 철수하면서, 농심켈로그가 인수한 '첵스초코' 브랜드만 한국에 팔리고 있다.

## 마케팅
1953년 첵스는 포장지에 막대빵, 프레첼, 견과류 등과 같이 섞어 먹는 ' 첵스 믹스(Chex Mix)' 레시피를 홍보하였다. 첵스 믹스는 미국의 파티, 축구 모임 등 사교회에서 널리 사용되어 '파티 믹스'로 불리기도 했다. 1983년 켈로그가 이를 모방한 제품 레시피를 선보이자 랠스턴 퓨리나는 소송했지만, 양측 레시피의 미묘한 차이로 인해 특허권을 인정받지 못했다.
한국에서는, 출시 당시 퓨리나의 마케팅 매니저였던 김부종은 켈로그와 포스트가 양분한 시리얼 시장에 진출하기 위해 '아침식사 대용식'이 아닌 '어린이 간식'이라는 점을 어필하였다고 회고했다. 첵스초코 브랜드를 인수한 농심켈로그는 빙수 프랜차이즈 설빙과 협업한 빙수, 신비아파트, 시크릿 쥬쥬, 카카오프렌즈, 라인프렌즈, 2022년 포켓몬 카드 게임, 흔한 남매과 콜라보한 한정판 상품을 출시하기도 했다.

### 첵스 초코
첵스의 오리지널 버전이다. 첵스에 초코를 입힌 것으로 초코 맛이 난다. 첵스 초코 파우더볼, 첵스 초코 마시멜로 등 여러 종류를 냈다.

### 첵스 레인보우
색깔이 레인보우인 첵스이며 화이트초코 맛이다.

### 첵스 파맛
2004년 농심켈로그는 신제품 홍보를 위해 두 첵스 모양 캐릭터 간의 '선거' 마케팅을 개시한다. 초코색 '체키'는 첵스를 더 달콤하게 만들겠다는 공약을 내건 반면, 녹색 '차카'는 첵스에 파를 넣겠다고 공언한다. 투표 결과 차카의 득표가 앞서자 농심켈로그는 '부정한 방법'이 사용된 표를 모두 삭제하고 체키의 승리를 선포했다. 이후 이 사건은 인터넷에서 '선거조작'이라는 밈으로 유행하였고, 결국 2020년 실제로 첵스 파맛이 한정판 상품으로 출시되었다.

### 첵스 팥맛
2021년에는 첵스 파맛이 단종되고 첵스 팥맛이 한정판으로 출시되었다. 전라북도 고창군에서 생산된 팥을 사용하고 새알심을 연상시키는 마시멜로를 첨가하여 단팥죽과 같은 느낌을 주는 점이 특징이다. 김영옥이 광고 모델로 출연했으며, 미국의 R&B 슈퍼 듀오인 실크 소닉을 패러디한 외국인 디스크 자키가 함께 등장했다. 이 광고에서는 힙합 스타일의 노래가 사용되었는데, 광고 슬로건은 "두유 노 K-팥? 디스 이즈 K-팥!"(Do you know K-팥? This is K-팥!)이다.

## 미디어믹스
1996년 둠 시리즈 엔진을 기반으로 첵스 퀘스트라는 아동용 FPS 게임을 출시했다.

## 같이 보기
- 오트밀
- 시리얼
- 그래놀라
- 초콜릿
- 첵스 파맛